# الكشكول
 الكشكول  هي دورية لبنانية تصدر باللغة العربية أسسها محمد الباقر في بيروت عام 1921م.